# Emgek

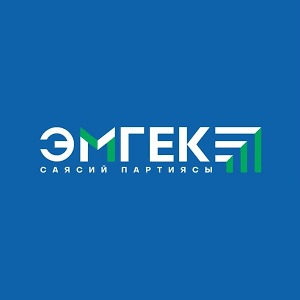
Logo der Partei Emgek

Emgek (kirgisisch und russisch Эмгек, deutsch: Arbeit) ist eine politische Partei in der Kirgisischen Republik. Die Partei wurde 2013 gegründet und hat insbesondere in der kirgisischen Hauptstadt Bischkek Unterstützer.

## Geschichte

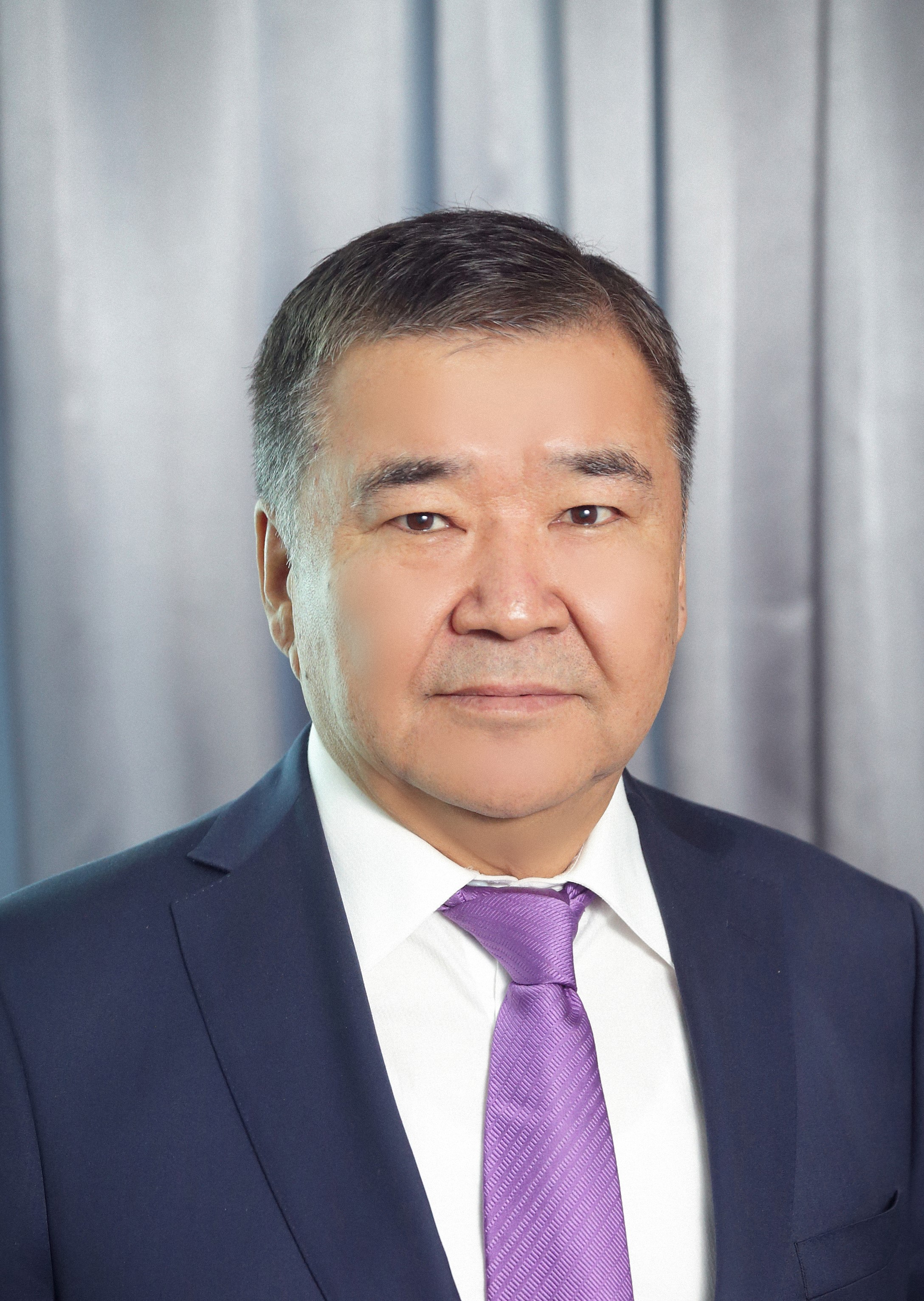
Askar Salymbekow, Eigentümer des Dordoi-Basars und Gründer der Partei Emgek

Die Gründung der Partei im Jahr 2013 erfolgte unter der Führung von Askar Salymbekow, einem einflussreichen Geschäftsmann aus Bischkek, dem unter anderem der Dordoi-Basar in der kirgisischen Hauptstadt gehört. Vor der Parlamentswahl in Kirgisistan 2015 ging die Partei Emgek ein Bündnis mit der nationalkonservativen Partei Butun Kirgisistan ein, die im Gegensatz zu Emgek stärker im Süden des Landes verwurzelt ist. Im Wahlkampf forderten führende Politiker des Wahlbündnisses beider Parteien unter anderem die Rückkehr zu einem präsidentiellen Regierungssystem statt des damaligen parlamentarischen Regierungssystems in Kirgisistan, eine Verstaatlichung der Kumtor-Mine sowie die Legalisierung der Vielehe. Bei der Parlamentswahl entfielen 6,14 % der abgegebenen Stimmen auf Butun Kirgisistan-Emgek, sodass das Wahlbündnis aufgrund der 7-Prozent-Hürde den Einzug in das kirgisische Parlament knapp verpasste. Im Dezember 2015, zwei Monate nach der Parlamentswahl, gaben beide Parteien das Ende ihres Bündnisses bekannt.
Nach der Parlamentswahl 2015 verlor Emgek deutlich an Bedeutung und spielte auf nationaler Ebene keine relevante Rolle mehr. Bei der Parlamentswahl 2020, deren Ergebnis nach Massenprotesten wegen Stimmenkauf und Wahlmanipulation annulliert wurde, trat die Partei nicht an. Die politischen Umwälzungen in Kirgisistan nach der Wahl und insbesondere der Aufstieg Sadyr Dschaparows zum neuen Präsidenten Kirgisistans führten zu einem Erstarken der Partei Emgek. Mehrere ehemalige Abgeordnete und Unterstützer der langjährigen Regierungspartei Sozialdemokratische Partei Kirgisistans (SDPK) wechselten zu Emgek, nachdem die SDPK durch interne Machtkämpfe und den Rücktritt von Präsident Sooronbai Dscheenbekow an Einfluss verloren hatte. Zu den bedeutendsten Politikern, die von der SDPK zu Emgek wechselten, zählt Dschanybek Abirow, der seit September 2018 Vorsitzender des Stadtrats von Bischkek war. Am 2. März 2021 kündigte er seinen vorläufigen Rücktritt von diesem Amt an, um bei der Lokalwahl am 11. April 2021 als Spitzenkandidat von Emgek in Bischkek zu kandidieren. Die Lokalwahl in Bischkek ergab ein Ergebnis von 13,87 % der abgegebenen Stimmen für Emgek, wodurch die Partei stärkste Kraft in Bischkek wurde und damit die größte Fraktion im neu gebildeten Stadtrat bildet. Während die Partei in Bischkek die Wahl gewinnen konnte, blieb sie im Süden des Landes weitestgehend bedeutungslos.